# Nealcidion lineatum
Nealcidion lineatum là một loài bọ cánh cứng trong họ Cerambycidae.